# 蘭氏齧翅脂鯉
蘭氏齧翅脂鯉，為輻鰭魚綱脂鯉目脂鯉亞目脂鯉科的其中一個種，分布於南美洲哥倫比亞阿特拉托河中游流域，體長可達2.5公分，棲息在底中層水域，生活習性不明。